# Békés (město)
Békés je město v jihovýchodním Maďarsku, nacházející se ve stejnojmenné župě, asi 6 km severovýchodně od jejího správního města Békéscsaby. Je správním střediskem stejnojmenného okresu. V roce 2018 zde žilo 18 503 obyvatel.
Městem protéká řeka Kettős-Körös a potok Élövíz-csatorna.

## Historie
Oblast dnešního města byla osídlena již v dávnověku. Po příchodu Maďarů do vlasti zde žil klan Csoltů. Název původně neslo opevnění, okolo něhož vzniklo středověké sídlo. To se postupně rozvíjelo až do roku 1403, kdy město získal rod Maróthů. Tehdy poklesl význam Békése a ten ztratil i status sídla své župy. V roce 1566 město vyplenili Turci, kteří postupovali do střední Evropy. V roce 1695 odsud byli Turci vyhnáni. Další pohromou pro lokalitu byla nicméně Rákócziho vzpoura na počátku 18. století, během níž byla opět opuštěna. Znovu bylo osidlováno až po roce 1720. 
V roce 1834 došlo ke sporu mezi místním soudcem Mihály Csávásem a kněžím reformované církve Andrásem Elekesem. Spor málem přerostl v násilnosti. V roce 1845 volba místního soudce vedla k nepokojům. 
Roku 1848 bylo ustanoveno zastupitelstvo obce. O deset let později sem byla ze Szolnoku zavedena železniční trať, která pokračovala dále do Lőkösházy a na území dnešního Rumunska. Stejně jako řada dalších sídel ztratil Békés v roce 1872 správní reformou statut města. I přes významné změny nicméně v 19. století obyvatelstvo živilo především zemědělství.
Roku 1883 sem byla zavedena druhá železniční trať a v roce 1902 potom lokálka. Nedostatek průmyslového rozvoje nicméně znamenal, že město ve srovnání s dalšími, např. Békéscsabou zaostávalo. Na počátku 20. století zde bylo postaveno gymnázium a roku 1904 otevřena nová budova radnice. Po první světové válce byl součástí Maďarské republiky rad a poté okupován rumunským vojskem. 

## Obyvatelstvo
Při sčítání lidu v roce 2011 se 90,7 % obyvatel přihlásilo k maďarské národnosti, 7 % k romské, dále se 0,4 % identifikovalo jako Němci, 0,3 % jako Rumuni a 0,4 % jako slováci (9,3 % se nepřihlásilo.